# تیم ملی والیبال مردان ونزوئلا
تیم ملی والیبال مردان ونزوئلا تیم ملی والیبال مردان کشور ونزوئلا است.